# Ренкавчинек
Ренкавчинек (пол. Rękawczynek) — село в Польщі, у гміні Орхово Слупецького повіту Великопольського воєводства.